# Mollie O'Callaghan
Mollie O'Callaghan (n. 2 aprilie 2004, Queensland, Australia) este o înotătoare australiană, medaliată olimpică. A participat la 2 ediții ale Jocurilor Olimpice (2020, 2024) în care a câștigat 3 medalii de aur.